# Angélica Rubio
Angélica Rubio (Toreno, 1965) es una periodista española, directora desde 2017 del periódico digital El Plural.
Fue asistente personal y de prensa de José Luis Rodríguez Zapatero desde 2004 y hasta el año 2008. A partir de 2012 estuvo vinculada a la Secretaría de Estado de Comunicación.

## Trayectoria

### 1988-2000
Angélica Rubio empezó a desarrollar su trayectoria en Ponferrada, iniciando su carrera en 1988, en el semanario Bierzo 7. Tras esto, pasó como columnista por La Crónica de León de Ponferrada, rotativo propiedad del constructor leonés José Martínez Núñez, padre de José Luis Martínez Parra, investigado en la trama Púnica y Gürtel. En 1989 también colaboró con Radio Lugo y con la Agencia Gallega de noticias.
En 1991, pasó a ser la directora de Radio Bierzo, emisora en la que había trabajado en sus primeros tiempos como profesional. Posteriormente fue nombrada redactora-jefa de Informativos y de Programas en Radio León-Cadena en 1992. Además, Angélica Rubio fue corresponsal de la agencia EFE entre 1998 y el 2000.

### 2000-2020
En el año 2000, entró en el equipo de Comunicación del PSOE hasta que en 2004 pasó a ser Asistente Personal del presidente del Gobierno José Luis Rodríguez Zapatero y directora general de Coordinación Informativa de la Secretaría de Estado de Comunicación, puesto en el que estuvo hasta enero de 2012. Posteriormente, se integró en el periódico digital El Plural, medio que pasó a dirigir en 2017 tras la jubilación de Enric Sopena, fundador del periódico.
En septiembre de 2013, inició su colaboración con el programa dirigido por Antonio García Ferreras, Al rojo vivo del canal televisivo La Sexta. Durante el año 2019 se la pudo ver como tertuliana de información política en el programa del mismo canal, La Sexta Noche, junto a periodistas como Francisco Marhuenda, director del periódico La Razón.
Durante los días 14 y 15 de marzo de 2019 protagonizó junto a Francisco Marhuenda la clausura de la `XX edición del Congreso de Periodismo Digital´. Esta ceremonia tuvo lugar en Huesca, organizada por la Asociación de Periodistas de Aragón y el Ayuntamiento de Huesca. Ese mismo año, el 4 de octubre presentó en el edificio EMMA de Madrid la gala ‘II Premios Carmen Chacón’, Fundación José María de Llanos, de la calle Martos, 185, de Madrid.